# 瓦尔代
57°59′N 31°21′E / 57.983°N 31.350°E
瓦爾代（俄语：Валда́й），是俄羅斯諾夫哥羅德州的一個城市，位於該州的東南部。瓦尔代坐落于瓦爾代湖西南岸，在瓦爾代國家公園中。2002年人口18,703人。
1495年首見於文獻。1770年葉卡捷琳娜二世頒令設市。弗拉基米尔·普京在瓦尔代附近的森林中拥有一处别墅。

## 外部連結
- 官方網頁 （页面存档备份，存于） （俄文）